# Erora lampetia
Erora lampetia is een vlinder uit de familie van de Lycaenidae. De wetenschappelijke naam van de soort werd als Thecla lampetia in 1887 gepubliceerd door Godman & Salvin.